# Вчитель музики
«Вчитель музики» — російсько-український телефільм 2008 року.

## Сюжет
Аліса — успішна підприємиця. У неї є гроші і багато справ, які вона постійно вирішує. А також двоє дітей, на яких зовсім не лишається часу. Арсеній — композитор, закоханий у музику. Він, звичайно ж, і не думав, що йому доведеться займатися чужими дітьми. Та всяке трапляється. І трапляється, що люди, такі різні і, здавалося б, не здатні розуміти одне одного, знаходять те спільне, що пов'язує їх назавжди.